# Харламов, Сергей Анатольевич
Сергей Анатольевич Харламов (16 апреля 1937 — 23 ноября 2009, Москва) — российский математик и педагог, доктор технических наук, действительный член Академии навигации и управления движением, Лауреат Государственной премии СССР за 1976 год.

## Биография
Сергей Харламов родился 16 апреля 1937 года.
Являлся главным научным сотрудником Научно-исследовательского института прикладной механики им. академика В. И. Кузнецова. Сергей Анатольевич Харламов был профессором в двух университетах: МГТУ им. Н. Э. Баумана и МЭЛИ.
Специалист в области математического обеспечения бесплатформенных систем навигации и обработки измерительной информации.
С 2001 года член Российского национального комитета по теоретической и практической механике.
Сергей Анатольевич Харламов скончался 23 ноября 2009 года у себя дома.
Автор более 50 научных трудов и переводов.